# EC 1.20.98
La EC 1.20.98 è una sotto-sottoclasse della classificazione EC relativa agli enzimi. Si tratta di una sottoclasse delle ossidoreduttasi che include enzimi che utilizzano come donatori di elettroni composti contenenti fosforo o arsenico, con accettori noti.

## Enzimi appartenenti alla sotto-sottoclasse
| numero EC    | nome accettato               |
| ------------ | ---------------------------- |
| EC 1.20.98.1 | arsenato reduttasi (azurina) |